# Електромагнітний вимикач

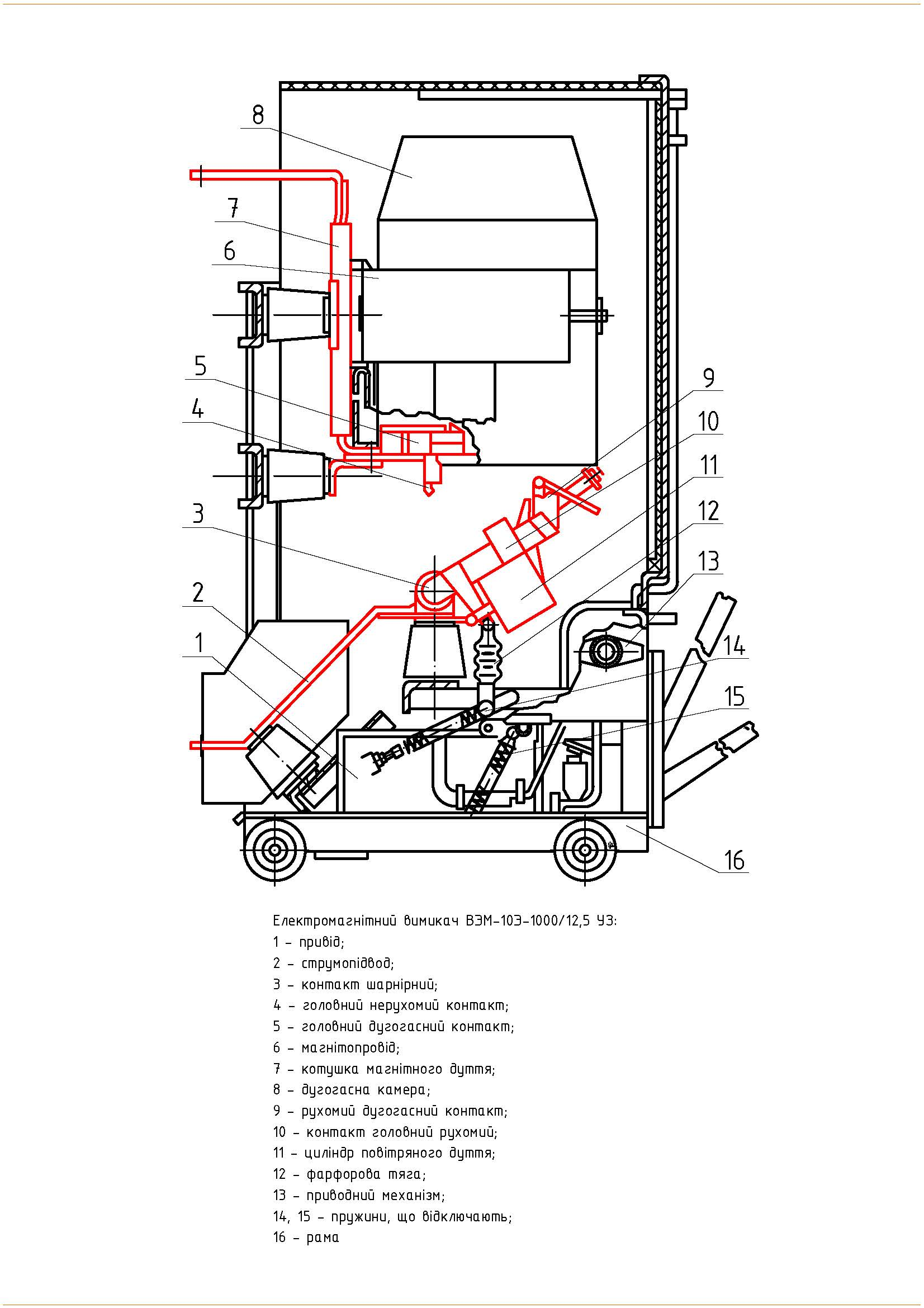
Електромагнітний вимикач ВЭМ-10Э-1000/12,5 УЗ

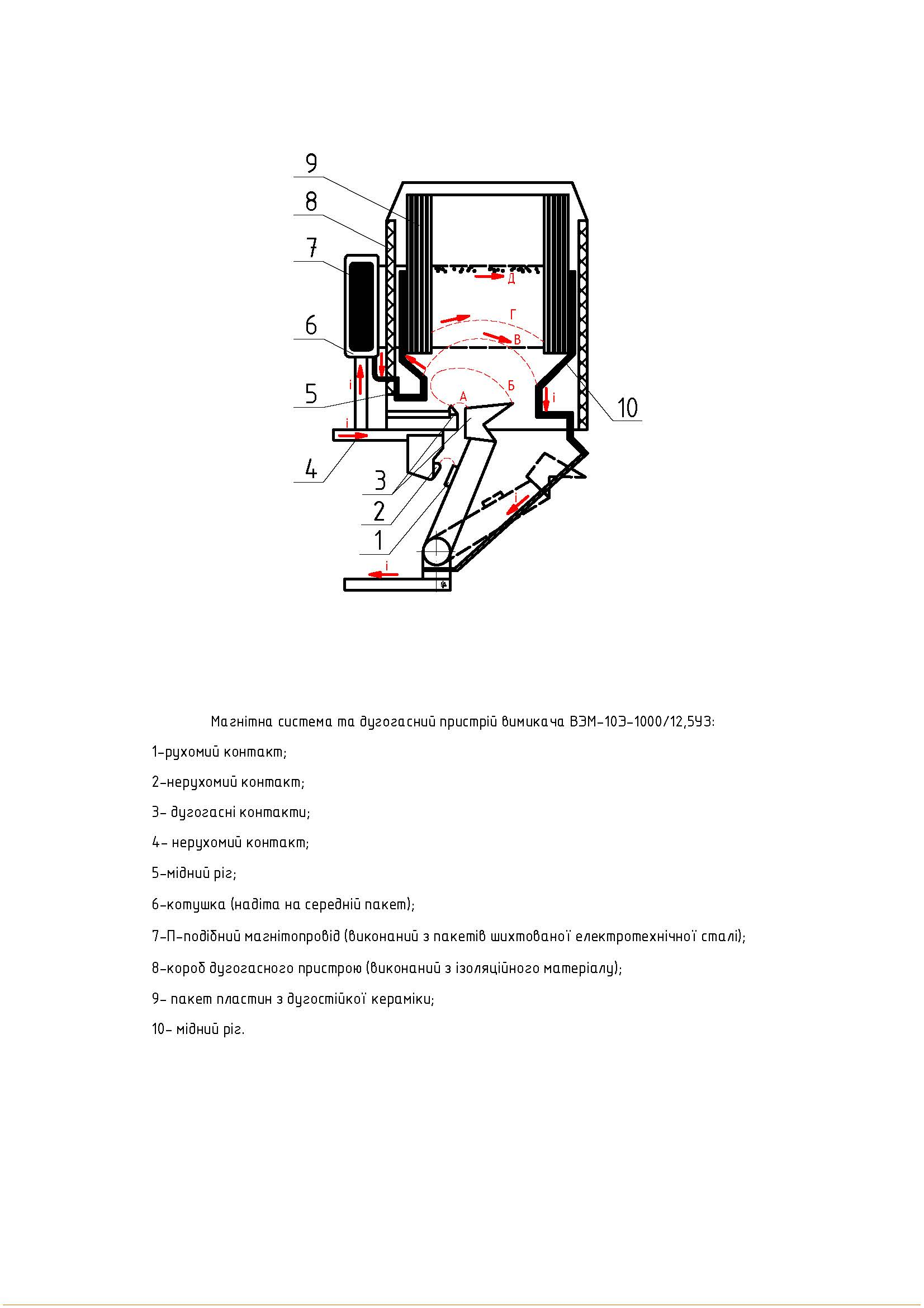
Магнітна система та дугогасний пристрій електромагнітного вимикача ВЭМ-10Э-1000/12,5 УЗ

Електромагнітний вимикач — високовольтний комутаційний апарат, в якому гасіння електричної дуги здійснюється взаємодією плазми дуги з магнітним полем («магнітним дуттям») в дугогасних камерах з вузькими щілинами (прямими або звивистими) або з камерами з дугогасними гратами.
Принцип магнітного гасіння дуги широко застосовується в низьковольтній комутаційній апаратурі (автоматичних вимикачах, контакторах).

## Склад вимикача
Електромагнітний вимикач складається з рами, на якій встановлені на ізоляторах три полюси, пов'язані з валом, що включає діелектричними тягами. Кожен полюс складається з рухомих та нерухомих контактів, на кожному з них встановлена пара основних та дугогасних контактів з металокераміки. Зверху контактів встановлена дугогасна камера з дугостійкого матеріалу (азбест) та керамічних або сталевих, покритих шаром міді, дугогасних пластин. Зовні камеру охоплює П-подібний магнітопровід, на яку надіта дугогасна котушка, що підключається з одного боку до силової шини з нерухомим контактом, а інший - до дугогасного рогу, що розташовується всередині дугогасної камери перед пакетом з пластинами решітки; другий дугогасний ріг розташовується також усередині камери з іншого боку дугогасних грат і підключається до другого виведення вимикача. Для кращого гасіння дуги при комутації малих струмів може бути передбачено у конструкції пристрій автопневматичного піддуву (що складається з поршня та циліндра, механічно з'єднаних із силовими контактами). Крім того вимикач укомплектовується приводом (зазвичай пружинно-моторного типу), який за сигналами у вторинному ланцюзі виконує комутацію силових контактів за допомогою обертання включаючого валу.

## Принцип дії
При подачі сигналу на відключення відбувається поворот валу і рух через тяги передається рухомим контактам, при цьому спочатку розмикаються основні контакти, потім дугогасні. Утворена електрична дуга під дією власних електродинамічних сил рухається вгору по дугогасних рогах, при цьому видавлюючись у бік решітки, крім того дуга замикає ланцюг дугогасної котушки (через дугогасні роги), магнітне поле якої ще сильніше прискорює дугу («магнітне дуття»). Потрапляючи в грати дуга розбивається на безліч малих дуг (між пластинами грати), які починають рухатися вгору незалежно і швидко гаснуть (за рахунок віддачі тепла пластинам і деіонізації; за рахунок прикатодного падіння напруги збільшується напруженість електричного поля в дуги. Вгорі дугогасної камери можenm розташовуватися пластини другої решітки («полум'ягасні грати»), для виключення виходу іонізованої плазми поза апарат і перекриття нею струмопровідних частин. При малих струмах відключення електродинамічні сили можуть бути малі і не здатні видавити дугу в решітку і для цих цілей іноді застосовується автопневматичний піддув у вигляді струменя стиснутого повітря, що здійснює охолодження та деіонізацію електричної дуги.

## Переваги
Повна вибухо- та пожежна безпека (на відміну, наприклад, від масляних вимикачів), не використовується складна пневматична система, малий знос дугогасних контактів, можливість використання в установках з частими комутаціями, відносно висока выдключаюча здатність.

## Недоліки
Складність дугогасної камери з системою магнітного дуття, обмежений діапазон номінальної напруги (до 15-20 кВ), обмежена придатність для зовнішньої установки.

## Застосування
Електромагнітні вимикачі випускаються в основному для використання в мережах 6-10 кВ з номінальним струмом до 2000 А (з комутованою потужністю до 400-200 МВА відповідно) для внутрішньої установки навісного і викочування типу - для осередків КРУ (комплектних розподільних пристроїв).

## Виробники
- Рівненський завод високовольтної апаратури (РЗВА)

## Литература
- Родштейн Л. А. «Электрические аппараты», Ленинград, 1981 г.
- ДСТУ 2848-94 Апарати електричні комутаційні. Основні поняття. Терміни та визначення.
- ДСТУ 2304-93 Апарати комутаційні електричні. Вимикачі, перемикачі. Терміни та визначення.